# 南七真
南七真（なんしちしん）は、北宋の時代に道教全真教金丹派（南宗）で奉られた七名の重要人物を指す、彼らの多くが南方で活動したため「南七真」と呼ばれている。

## 概要
熙寧2年（1069年）に、南宗初期の祖師張伯端は、成都で広陽真人である劉海蟾に出会い、修練を経ることになった。それを張伯端は劉永年と石泰に伝え、石泰は薛式伝え、薛式は陳楠に伝え、陳楠は白玉蟾に伝え、白玉蟾は彭鶴林に伝えた。
南五祖は鍾離権・呂洞賓の内丹思想を受け継ぎ、内丹を修練し即ち「性・命」を主とし、儒教・仏教・道教の三つの教えを同源一理としたのである。北方の全真派の思想とは異なり、南方では主に符籙・雷法を重視し、出家を提唱しなかった。

## 南七真
- 張伯端
- 劉永年（中国語版）
- 石泰（中国語版）
- 薛式（中国語版）
- 陳楠（中国語版）
- 白玉蟾（中国語版）
- 彭鶴林